# Midnight Taxi
「Midnight Taxi」（ミッドナイト・タクシー）は、中山美穂の17枚目のシングル。1990年1月15日にキングレコードからリリースされた。規格品番は、CDS: 091X-10030、EP: 064R-1020。

## 概要
本作はこの年に日本国内でリリースされた数少ないEP盤の中の1枚で、アイドルのEP盤としてはこの作品が最後とも言われている。これを最後に中山自身のレコード盤リリースも終了となった。尚、1997年と1998年にリミックス・アルバムの『THE REMIXES MIHO NAKAYAMA MEETS New York GROOVE』と『THE REMIXES MIHO NAKAYAMA MEETS Los Angeles GROOVE』の2枚が特別にそれぞれLP盤としてもリリースされている。
1992年7月22日にはベストカップリングシリーズとしてもリリースされた。収録内容は1曲目が表題曲、2曲目が同曲のオリジナル・カラオケ、3曲目は次作の「セミスウィートの魔法」で、4曲目は同曲のオリジナル・カラオケとなっている。規格品番はKIDS-99。
中山の10代最後の作品であり、リリース日は中山自身の成人の日と重なっている。
1990年3月26日限りで放送を終了した日本テレビ系列歌謡番組『歌のトップテン』では、自身最後のランクイン曲となった。

## 収録曲
1. Midnight Taxi
作詞・作曲: 飛鳥涼 / 編曲: 十川知司
2. 本気でも…
作詞・作曲: 飛鳥涼 / 編曲: 十川知司

## 収録アルバム
- Midnight Taxi
  - All For You - Album Version
  - COLLECTION II
  - Blanket Privacy - 再録
  - Complete SINGLES BOX
  - 中山美穂 パーフェクト・ベスト
  - 30th Anniversary THE PERFECT SINGLES BOX
  - All Time Best

- 本気でも…
  - Miho's Select
  - Complete SINGLES BOX
  - 30th Anniversary THE PERFECT SINGLES BOX